# 레고 스타워즈 (비디오 게임)
레고 스타워즈(Lego Star Wars: The Video Game)은 레고 스타워즈를 기반으로 한 레고 테마 액션 어드벤처 게임으로 트래블러스 테일스가 제작한 첫번째 레고 비디오 게임이다. 2005년 3월 29일에 첫 출시됐으며, 트래블러스 테일스가 엑스박스, 마이크로소프트 윈도우, 플레이스테이션 2 버전으로 제작했다. 그 외의 콘솔들인 게임 보이 어드밴스는 그립토나이트 게임이 개발했으며, 2005년 8월에 Aspyr가 애플의 매킨토시 버전으로 개발했다. 모든 게임을 아이도스 인터랙티브와 자이언트 인터랙티브 엔터테이먼트에서 배급했다.

## 평가
| 평론 점수 평론사 점수 GBA GC PC PS2 엑스박스 게임 인포머 N/A 7.5/10 N/A 7.5/10 7.5/10 게임스팟 7.5/10 [ 1 ] 7.6/10 [ 2 ] 7.6/10 [ 3 ] 7.6/10 [ 4 ] 7.6/10 [ 5 ] 게임스파이 N/A 4.5/5 [ 6 ] 4.5/5 [ 7 ] 4.5/5 [ 8 ] 4.5/5 [ 9 ] IGN 8/10 [ 10 ] 8/10 [ 11 ] 7.8/10 [ 12 ] 8/10 [ 13 ] 8/10 [ 14 ] 닌텐도 파워 6.4/10 6.5/10 N/A N/A N/A OPM (US) N/A N/A N/A 80/100 N/A PSM N/A N/A N/A 70/100 N/A 통합 점수 메타크리틱 75/100 [ 15 ] 79/100 [ 16 ] 77/100 [ 17 ] 78/100 [ 18 ] 76/100 [ 19 ] |        |        |        |        |          |
| 평론 점수 |        |        |        |        |          |
| 평론사 | 점수   | 점수   | 점수   | 점수   | 점수     |
| 평론사 | GBA    | GC     | PC     | PS2    | 엑스박스 |
| 게임 인포머 | N/A    | 7.5/10 | N/A    | 7.5/10 | 7.5/10   |
| 게임스팟 | 7.5/10 | 7.6/10 | 7.6/10 | 7.6/10 | 7.6/10   |
| 게임스파이 | N/A    | 4.5/5  | 4.5/5  | 4.5/5  | 4.5/5    |
| IGN | 8/10   | 8/10   | 7.8/10 | 8/10   | 8/10     |
| 닌텐도 파워 | 6.4/10 | 6.5/10 | N/A    | N/A    | N/A      |
| OPM (US) | N/A    | N/A    | N/A    | 80/100 | N/A      |
| PSM | N/A    | N/A    | N/A    | 70/100 | N/A      |
| 통합 점수 |        |        |        |        |          |
| 메타크리틱 | 75/100 | 79/100 | 77/100 | 78/100 | 76/100   |